# Csárdás
A "tánc" eredete a magyar késő reneszánszra vezethető vissza, kb. győzelmi táncnak lehtne nevezni, a párpajozó és incselkedő katonai virtusra.
A zenei aláfestés később jelent meg, bár nincs információ és leírás a verbunkos zenéről sem, de a tánc virtusáról igen.

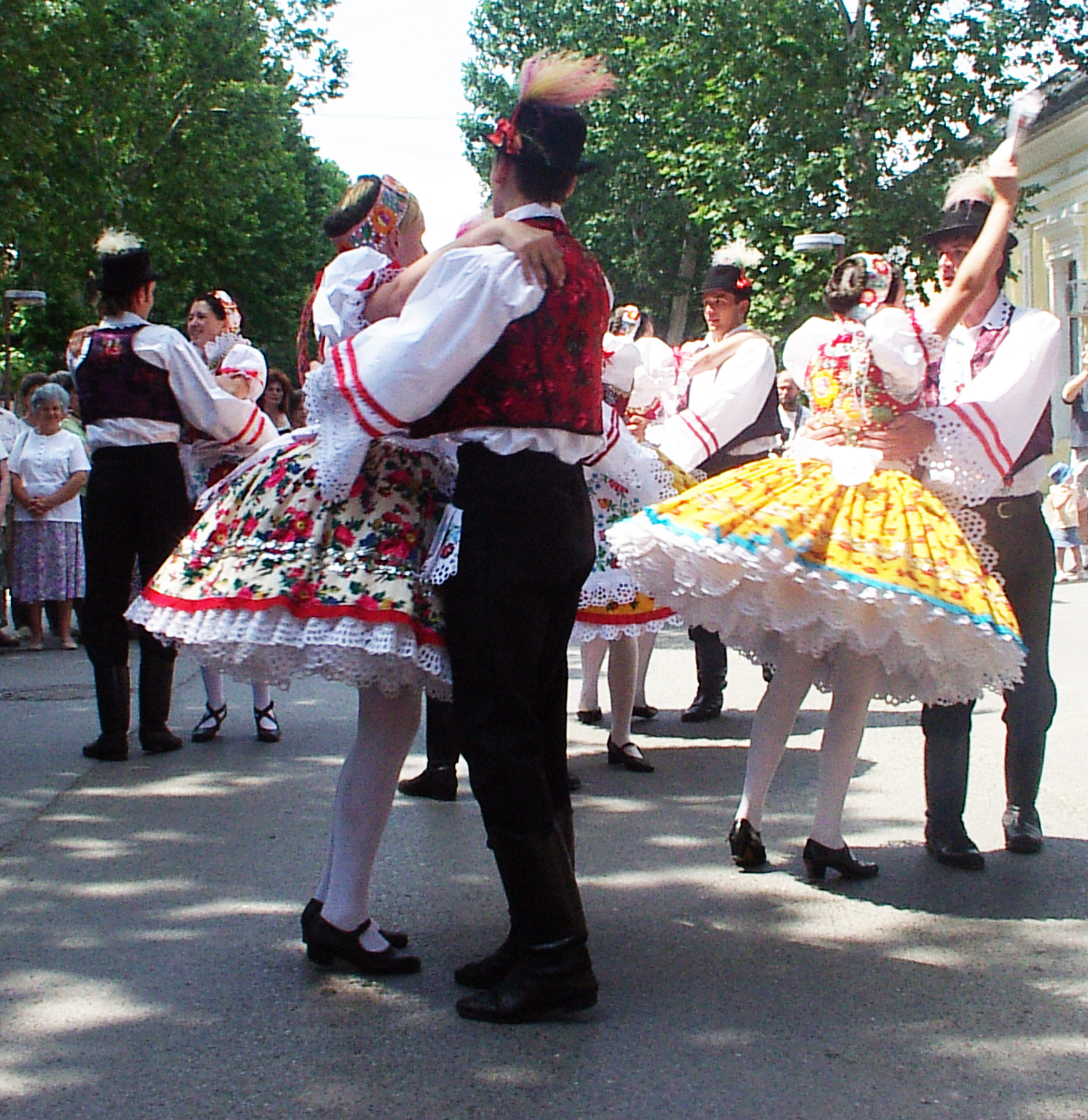
Csárdás Doroszlón

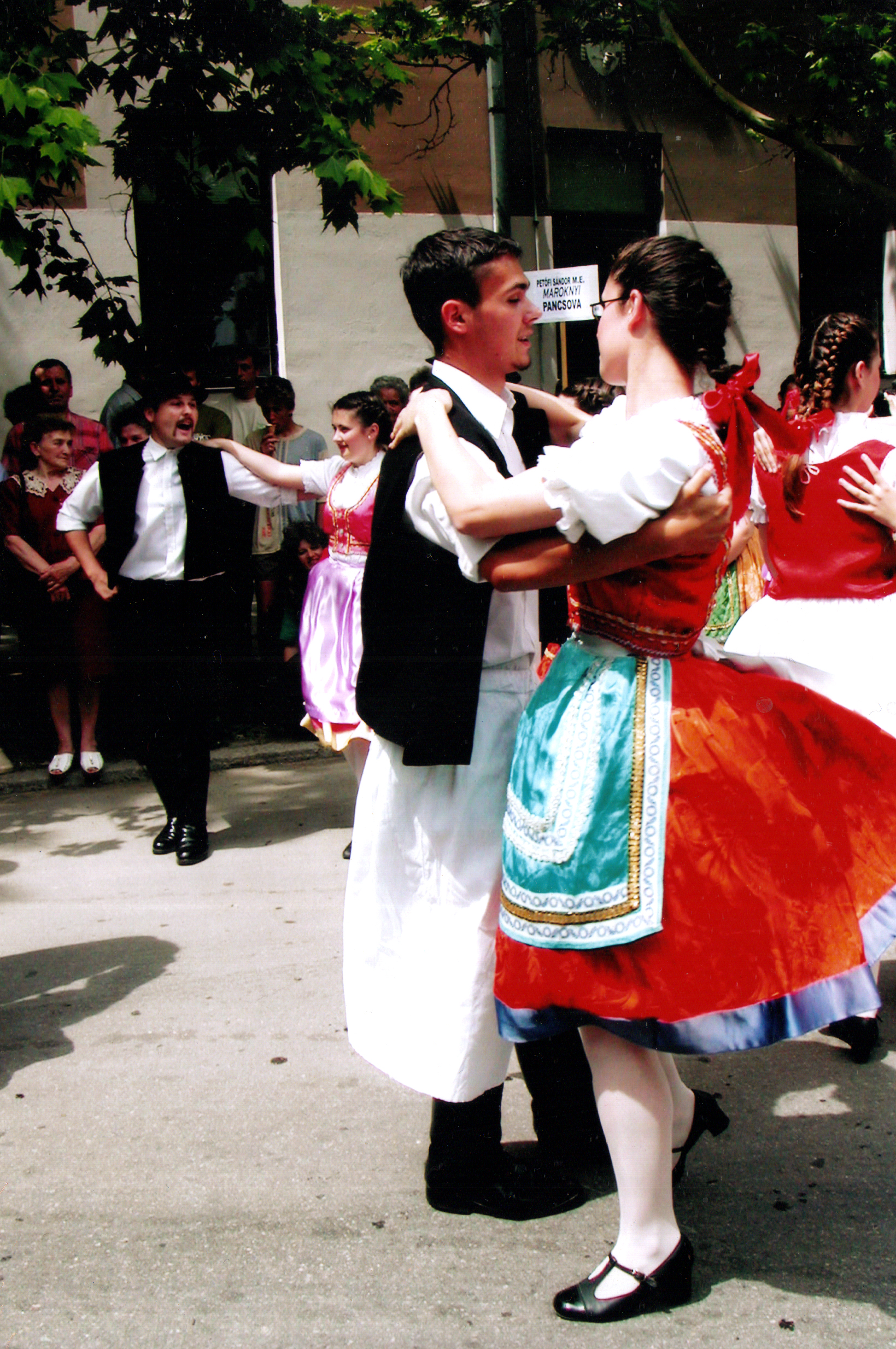
Csárdás Székelykevén

A csárdás hagyományos magyar néptánc (az elnevezés a csárda szóból ered, melynek jelentése: kocsma). A magyar táncstílus megtestesítője, amiben férfi táncosok külön-külön rögtönöznek, szét- és összedobbantva lábaikat, majd a férfiak a nőkkel párban forognak.
Magyarországról származik, és cigányzenészekkel népszerű lett a környező területeken is a Vajdaságban, Szlovéniában, Horvátországban, Kárpátalján, Morvaországban, a bánáti bolgároknál.
Kialakulása a 18. századi magyar verbunkosig vezethető vissza, mely sorozási tánc volt a magyar hadseregben.
A csárdást a ritmus váltakozása, variálása teszi jellemzővé: a lassú vezeti be, és a vidám, nagyon gyors tempójú friss fejezi be. Számos más variáció van, melyeket ritka csárdásnak, sűrű csárdásnak és szökős csárdásnak neveznek. A zene lüktető, szinkópált  2/4 vagy 4/4 ritmusú.
A csárdás páros tánc, a férfi és nő legtöbbször összekapaszkodik. Amikor mégis különválnak, csalogatásnak nevezzük, ezt főleg az erőfitogtatás, incselgés tölti ki.
Klasszikus zeneszerzők is felhasználtak csárdás témákat, mint például Liszt Ferenc, Johannes Brahms, ifjabb Johann Strauss, Pablo de Sarasate, Pjotr Iljics Csajkovszkij és mások. A világon a legismertebb „csárdást” Vittorio Monti írta hegedűre és zongorára, a tempó 5 variációjával.

## Kapcsolódó szócikk
- Rózsavölgyi Márk

- CsárdásVittorio Monti Csárdás című műve az U.S. Air Force Band előadásában.

Nem tudod lejátszani a fájlt?